# Nomia subpurpurea
Nomia subpurpurea är en biart som beskrevs av Cockerell 1920. Nomia subpurpurea ingår i släktet Nomia och familjen vägbin. Inga underarter finns listade i Catalogue of Life.